# 未だ見ぬ明日に
『未だ見ぬ明日に』（まだみぬあしたに）は、ASIAN KUNG-FU GENERATIONの2ndミニ・アルバムで、アルバムとしては通算7枚目。2008年6月11日に発売。初回限定盤はデジパック仕様。

## 概要
前作「ワールド ワールド ワールド」から、3ヶ月というスピードで発表された。
ミニ・アルバムとしては「崩壊アンプリファー」以来、5年2ヵ月ぶり2作目となる。
収録曲は前作とほぼ同時期に製作され、コンセプトに沿って製作されたアルバムから外れた楽曲たちだが、一曲一曲が完成度の高い作品となっている。
元々は「ワールド ワールド ワールド」を2枚組にしようという流れがあったが、前述のようにあくまでコンセプチュアルに作りたいという意識があったため、この楽曲たちは収録されなかった。
しかし、楽曲の良さを全員が感じていたため、間を空けずに今作が発売された。
英語訳の歌詞カードが封入されている。
ジャケットイラストの中には「akg-ma No.002」（2枚目のミニ・アルバムであることを指す）と描かれている。

## 楽曲について
脈打つ生命
制作時期は2007年の正月頃で、本アルバムの中では比較的早い。
ライブでは2013年9月14日の横浜スタジアム公演1日目でしか披露されていない。
ムスタング
後藤が漫画『ソラニン』にインスパイアされて書下ろした曲。
後にASIAN KUNG-FU GENERATIONが映画『ソラニン』の主題歌として14thシングルをリリースした際、カップリングにリミックス・バージョンが収録された。
『BEST HIT AKG』にも収録されている。
2008年5月28日より先行配信された。長添雅嗣監督によるMVが存在する。
アメリカのバンドNADA SURFが2010年にカバーしている。
融雪
本アルバムの中でこの曲のみ、2008年に入ってから制作されている。
未だ見ぬ明日に
本アルバムのタイトル曲で、後藤曰く「初めて納得した詞を書けた」という。

## 収録曲
- 全作詞：後藤正文、全編曲：ASIAN KUNG-FU GENERATION

| #         | タイトル                                                                     | 作詞      | 作曲               | 時間  |
| --------- | ---------------------------------------------------------------------------- | --------- | ------------------ | ----- |
| 1.        | 「脈打つ生命」                                                               |           | 後藤正文           | 3：28 |
| 2.        | 「サイエンスフィクション」                                                   |           | 後藤正文・山田貴洋 | 2：52 |
| 3.        | 「ムスタング」(フジテレビ系バラエティ番組『ウチくる！？』エンディングテーマ) |           | 後藤正文・山田貴洋 | 4：51 |
| 4.        | 「深呼吸」                                                                   |           | 後藤正文           | 3：55 |
| 5.        | 「融雪」                                                                     |           | 後藤正文・喜多建介 | 3：27 |
| 6.        | 「未だ見ぬ明日に」                                                           |           | 後藤正文           | 4：01 |
| 合計時間: | 合計時間:                                                                    | 合計時間: | 22:36              |       |

## 演奏
- 後藤正文：Vocals, Guitar
- 喜多建介：Guitar, Vocals
- 山田貴洋：Bass, Vocals
- 伊地知潔：Drums

## 参考資料
- SCHOOL OF LOCK!内　アジカンLOCKS!　2008/6/10分放送データ